# Celina gracilicornis
Celina gracilicornis är en skalbaggsart som beskrevs av Sharp 1882. Celina gracilicornis ingår i släktet Celina och familjen dykare. Inga underarter finns listade i Catalogue of Life.